# Mihail Manoilescu
Mihail Manoilescu (1891-1950) fue un economista y político rumano.

## Biografía
Nacido en 1891, cursó estudios universitarios de Ingeniería. Desempeñó en las décadas de 1920 y 1930 los cargos de ministro de Obras Públicas, ministro de Industria y Comercio y gobernador del Banco Nacional de Rumania, entre otros, además de ejercer como catedrático de Economía en la Escuela Politécnica de Bucarest. Atractivo y carismático, en el terreno de la política se le ha caracterizado como un oportunista. Manoilescu, que se opuso a los planteamientos ricardianos del comercio internacional, fue un teórico del corporativismo y el proteccionismo. En 1940 fue nombrado ministro de Exteriores. Falleció en 1950; antes había sido encarcelado al final de la Segunda Guerra Mundial y, más tarde, tras la instauración de la República Socialista de Rumania.